# Youssouf M’Changama
Youssouf M’Changama (* 29. August 1990 in Marseille) ist ein französisch-komorischer Fußballspieler auf der Position eines Mittelfeldspielers.

## Karriere

### Verein
Youssouf M’Changama spielte in der Jugend für Olympique Marseille und von 2006 bis 2010 auch für den CS Sedan. In der Saison 2009/10 wurde er schon in deren Amateurmannschaft hochgezogen und erzielte zwei Treffer in zehn Ligaeinsätzen. Nachdem er während der Saison 2010/11 für die zweite Mannschaft des ES Troyes AC gespielt hatte, gab Oldham Athletic Anfang März 2012 die Verpflichtung M’Changamas bekannt.
Somit wurde er am 10. März durch den Einsatz gegen Yeovil Town der erste Spieler von den Komoren, der jemals bei Oldham Athletic zum Einsatz kam. Doch am Ende der Saison 2012/13 wurde das Arbeitsverhältnis zwischen ihm und Oldham Athletic nicht fortgesetzt.
Anfang September 2019 wechselte er zum französischen Verein EA Guingamp, der zur Saison 2019/20 in die Ligue 2 abgestiegen war, und unterschrieb dort einen Vertrag mit einer Laufzeit von zwei Jahren, mit der Option der Verlängerung um ein weiteres Jahr. Nach drei Jahren verließ der Mittelfeldspieler den Verein 2022 und schloss sich der AJ Auxerre an.

### Nationalmannschaft
Im Jahr 2010 feierte M’Changama sein Debüt für die Nationalelf der Komoren, für die er ebenfalls spielberechtigt ist. Am 5. März 2014 gelang ihm im Freundschaftsspiel gegen Burkina Faso (1:1) sein erster Länderspieltreffer, durch einen Elfmeter. Er gehörte zum Kader der Komoren beim infolge der COVID-19-Pandemie erst 2022 ausgetragenen Afrika-Cup 2021 und spielte in allen drei Gruppenspielen sowie im verlorenen Achtelfinale.

## Sonstiges
Sein älterer Bruder Mohamed (* 1987) spielt aktuell beim FC Nouadhibou in Mauretanien.